# Rudolf Dittrich
Pour les articles homonymes, voir Dittrich.
Rudolf Dittrich (25 avril 1861 - 16 janvier 1919) est un musicien autrichien qui est conseiller étranger au Japon pendant l'ère Meiji. Il contribue à introduire la musique occidentale dans ce pays.

## Biographie
Dittrich voit le jour en 1861 à Bielsko-Biała en Autriche-Hongrie. Il étudie au conservatoire de Vienne, où il se spécialise dans la maîtrise du violon, du piano, de l'orgue et dans la composition musicale.
En novembre 1886, Dittrich épouse une chanteuse nommée Petronella Josefine Leopoldine Lammer (15 septembre 1860 - 4 janvier 1891).
En 1888, Dittrich est recruté par le gouvernement de Meiji en qualité de conseiller étranger pour un contrat de trois ans. Il devient ainsi le premier directeur artistique de l'école de musique de Tokyo (actuelle université des Arts de Tokyo). Sa femme travaille également dans cette école, et ils donnent tous les deux des spectacles au Rokumeikan. Dittrich donne ses cours en anglais, il enseigne le violon, le piano, l'orgue et la théorie et la composition musicale. Il est cependant connu pour être un enseignant très sévère, au point qu'une fois ses élèves firent grève. Néanmoins, beaucoup de ses étudiants sont devenus de grands musiciens.
En 1891, la femme de Dittrich meurt d'une embolie pulmonaire. Au même moment, l'école connait des difficultés financières car le gouvernement se prépare à la première guerre sino-japonaise et a donc retiré ses subventions. En dépit de toutes ces difficultés, le contrat de Dittrich est renouvelé en 1891 pour trois ans de plus.
Entre 1891 et 1892, Dittrich commence à fréquenter une joueuse de shamisen et enseignante japonaise, Kiku Mori, avec qui il a un fils hors mariage nommé Otto Mori. Sa nouvelle compagne l'assiste dans la traduction des paroles et adapte sa musique aux standards japonais telles qu'elles apparaissent dans ses publications de 1894 et 1895.
Dittrich quitte le Japon un mois avant l'expiration de son contrat en août 1894, abandonnant sa conjointe mais en laissant des dispositions visant à fournir un soutien financier à son fils, qui devient plus tard violoniste professionnel. Son petit-fils est l'acteur de cinéma Jun Negami.
Après être rentré à Vienne en 1894, Dittrich a du mal à trouver un emploi. Pendant un an, il fait de la musique de chambre pour subvenir à ses besoins. En 1901, il est nommé organiste à la Cour des Habsbourg, succédant à son mentor Anton Bruckner. En 1906, Dittrich devient professeur au conservatoire de Vienne, où il conçoit l'orgue du Musikverein.
Le 10 juillet 1900, Dittrich épouse en secondes noces Katharina Kriegle qui lui donne deux fils.
Le 18 octobre 1916, pendant un concert, Dittrich s'effondre sur la scène. Il meurt à Vienne le 16 janvier 1919 à l'âge de 57 ans.

## Publications
- Nippon Gakufu ("Six chansons populaires japonaises collectées et arrangées pour le Pianoforte"), Breitkopf and Härtel, Leipzig, 1894.
- Nippon Gakufu, Second Series ("Dix chansons japonaises collectées et arrangées pour le Pianoforte"), Breitkopf and Härtel, Leipzig, 1895.